# Andra haitiska kejsardömet
Andra Kejsardömet Haiti (franska: Empire d'Haïti, haitisk kreol: Anpi an Ayiti) var en stat på Hispaniola 1849-1859. Det skapades av Haitis dåvarande president, tidigare slaven Faustin Soulouque,  som, inspirerad av Napoleon I av Frankrike, utropade sig själv som kejsar Faustin I av Haiti den 26 augusti 1849 vid Vårfrukatedralen i Port-au-Prince. Faustins misslyckade invasion med att återerövra Dominikanska republiken (1849, 1850, 1855 och 1856), som bröt sig loss från Haiti 1844, underminerade hans makt över Haiti.
1858 utbröt en revolution, ledd av general Fabre Geffrard, hertig av Tabara. I december det året, besegrade Geffrard kejsararmén och tog kontroll över de flesta delarna av landet. Detta fick kejsaren att avgå den 15 januari 1859. Efter att den franska legationen sagt nej till hjälp, gick Faustin i exil på ett brittiskt krigsfarytg den 22 januari 1859. General Geffrard efterträdde honom som president. Snart kom kejsaren och hans familj till Kingston, Jamaica, där de blev kvar i flera år. Efter att ha fått tillåtelse att återvända till Haïti, dog Faustin i Petit-Goâve den 6 augusti 1867 och begravdes vid Fort Soulouque.

### Fotnoter
1. ↑  The impact of the Haitian Revolution in the Atlantic world. David Patrick Geggus (ed), p. 25. University of South Carolina Press, 2001. ISBN 1570034168, 9781570034169.
2. ↑  Davis, H. P. Black Democracy - The Story of Haiti, Read Books, 2008, p. 161. ISBN 1443728497, 9781443728492.
3. ↑  Rogozinski, Jan (1999). A Brief History of the Caribbean (Revised). New York: Facts on File,  Inc. sid. 220. ISBN 0-8160-3811-2